# Fleur de Lys

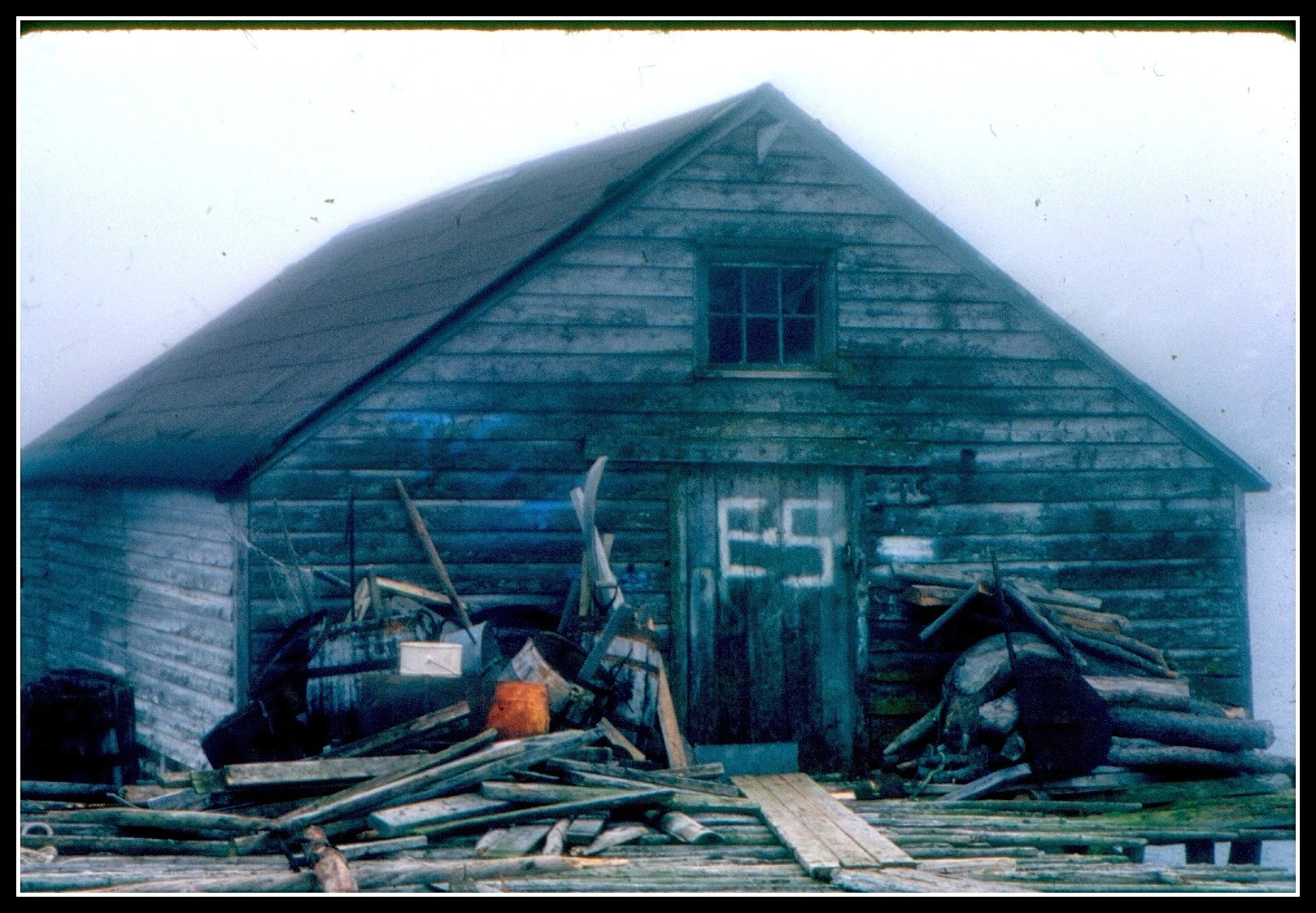
White Bay, em Fleur de Lys

Fleur de Lys é uma pequena cidade localizada na província canadense de Terra Nova e Labrador. De acordo com o censo canadense de 2016, a cidade tinha uma população de 244 habitantes.